# 흉식호흡

흉식호흡(胸式呼吸)은 호흡 방식 중의 하나로, 숨 쉴 때마다 가슴이 부풀어 올랐다가 가라앉는다.

## 숨 쉴 때 장기내부 모습
- 들이쉴 때
  - 갈비뼈가 몸의 앞쪽으로 움직인다.
- 내쉴 때
  - 갈비뼈가 몸의 뒤쪽으로 움직인다.

## 같이 보기
- 복식호흡
- 심호흡